# سوراخ آهیانه
سوراخ آهیانه (انگلیسی: Parietal foramen) سوراخی بر روی استخوان آهیانه (پریتال) نزدیک درز پیکانی (ساجیتال) از این سوراخ سیاهرگ خروجی آهیانه عبور می‌کند. این سیاهرگ فاقد دریچه است و سینوس پیکانی بالایی را به خارج جمجمه مرتبط می‌کند.